# La Course de toutes les passions
Pour plus de détails, voir Fiche technique et Distribution.
La Course de toutes les passions (Rosso Mille Miglia) est une comédie italienne réalisée par Claudio Uberti et sortie en 2015.

## Synopsis
Maria Esse est une journaliste curieuse et ambitieuse qui vit à Berlin depuis un certain temps. Après quinze ans d'absence de son pays natal, l'Italie, le destin lui offre une opportunité : elle est chargée d'écrire un article pour un journal allemand sur la prochaine édition de la course historique des Mille Miglia. Le retour de Maria en Italie est empreint d'un sentiment d'égarement, d'éloignement, à tel point qu'elle se voit contrainte d'utiliser un GPS pour retrouver son ancienne maison. À la suite d'un hasard plutôt banal, Maria rencontre Marco, le mécanicien du village ; ce sera l'occasion pour les deux protagonistes de dépoussiérer de vieux souvenirs. Dans la cave de la maison, ils trouvent des pièces d'une OM 665 "Superba" ; en effet, le grand-père de Maria, Aurelio Moraschi, était un passionné de voitures et un admirateur assidu des Mille Miglia, auxquelles il a participé à plusieurs éditions. Les deux jeunes gens, enthousiasmés par cette découverte, décident de recoller les morceaux et de remettre la vieille voiture en circulation. Marco a ainsi l'occasion de donner libre cours à sa passion pour les voitures et Maria de rédiger son article en vivant l'expérience de près. Seule Adélaïde, la mère de Maria, émet des réserves à ce sujet. Pour elle, cette course historique évoque, non sans raison, des souvenirs tristes et douloureux.

## Fiche technique
- Titre français : La Course de toutes les passions[1]
- Titre original italien : Rosso Mille Miglia[2]
- Réalisateur : Claudio Uberti
- Scénario : Claudio Uberti
- Photographie : Leone Orfeo
- Montage : Maria Iovine
- Musique : Riccardo Rossini
- Décors : Elena Gangemi
- Société de production : Lucere Film, Zori Film
- Pays de production :  Italie
- Langue originale : italien
- Format : couleurs - 2,35:1
- Durée : 94 minutes
- Genre : comédie
- Dates de sortie :
  - Italie : 15 octobre 2015
  - France : 31 octobre 2022[1]

## Distribution
- Martina Stella : Maria Esse
- Victoria Zinny : Adelaide
- Fabio Troiano (it) : Marco
- Remo Girone (it) : Giovanni Nobile
- Francesca Rettondini (it) : Elena
- Rosario Petíx : Stefano
- Maurizio Francone : Davide
- Lioudmila Bіkmoullіna (uk) : Giulia